# Sniffning
Sniffning (efter engelskans sniff, 'vädra', 'andas in') eller boffning innebär att berusa sig genom inandning av ångor från fettlösande medel. Upptaget av ångorna sker främst via näsan och dess slemhinnor i fallet med sniffning, med lungornas slemhinnor som sekundär upptagningsväg. 

## Missbruk och risker
Sniffning associeras främst med berusning av ångor från olika typer av fettlösande vätskor. Vanligast är sniffning av tändargas, drivgas i sprejer och bensinångor (genom näsan), men även thinner och kontaktlim nämns ofta. Sniffning av ren etanol förekommer, liksom av doftsprej.
Det alternativa ordet boffning syftar ofta specifikt på inandning av ångor från en plastpåse över både mun och näsa. Då sker inandningen framförallt via munhålan, med lungornas och munhålans slemhinnor som primär upptagningsväg, med övriga luftvägars slemhinnor som sekundära upptagningsvägar.
Ruset vid sniffning förorsakas av syrebristen i hjärnan, när gaserna når dit. Ruset påminner om det vid intag av alkohol, men det varar kortare tid. Den påverkade får sänkt medvetandenivå med dåligt samordnade rörelser, och talet blir sluddrigt. Lukten av lösningsmedel blir stark i ens andedräkt. Sniffaren upplever själv en känsla av lycka, ibland kombinerat med hallucinationer eller en känsla av gränslös kapacitet.
Sniffningen och dess kopplade syrebrist kan leda till allvarliga skador på hjärna, lever och njurar – särskilt i samband med klorerade kolväten (exempelvis trikloreten) och/eller vid långvarigt missbruk. Rubbningar i hjärtats rytm kan leda till andningsstillestånd och plötslig död, och skillnaden mellan berusningsdos och dödlig dos är kan vara liten. Överdosering, eller kombinationsmissbruk med alkohol eller andra droger, leder också ibland till medvetslöshet.
Vid sniffning av thinner, tändargas och rengörings-/lösningsmedel kan det förutom att döda hjärnans celler bildas hålrum i näsväggen, speciellt vid långvarigt sniffande.
Sniffning är främst förekommande bland tonåringar, och det är betydligt mindre vanligt än missbruk av alkohol och narkotika.

## Liknande fenomen
"Snortande" kallas sniffning av ett finfördelat narkotikum i pulverform, till exempel kokain eller krossade tabletter som diazepam- eller morfintabletter.